# Jérémy Manière
Jérémy Manière (sinh ngày 26 tháng 7 năm 1991) là một cầu thủ bóng đá người Thụy Sĩ thi đấu cho FC Lausanne-Sport.